# Domenico Tasso

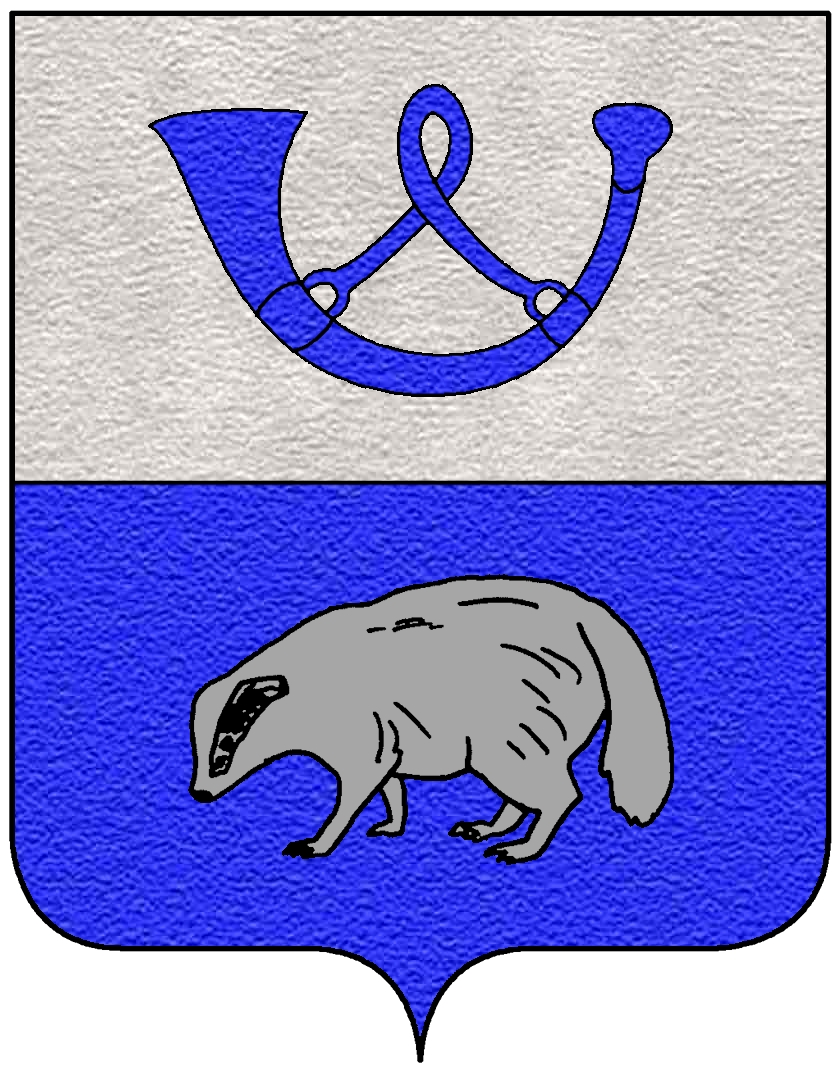
Stemma della famiglia Tasso

Domenico Tasso (Bergamo, 1467 – Bergamo, 1538) fu insignito dal Papa Giulio II nel 1512, del titolo di conte e cavaliere apostolico, grazie al servizio svolto nelle poste pontificie.

## Biografia

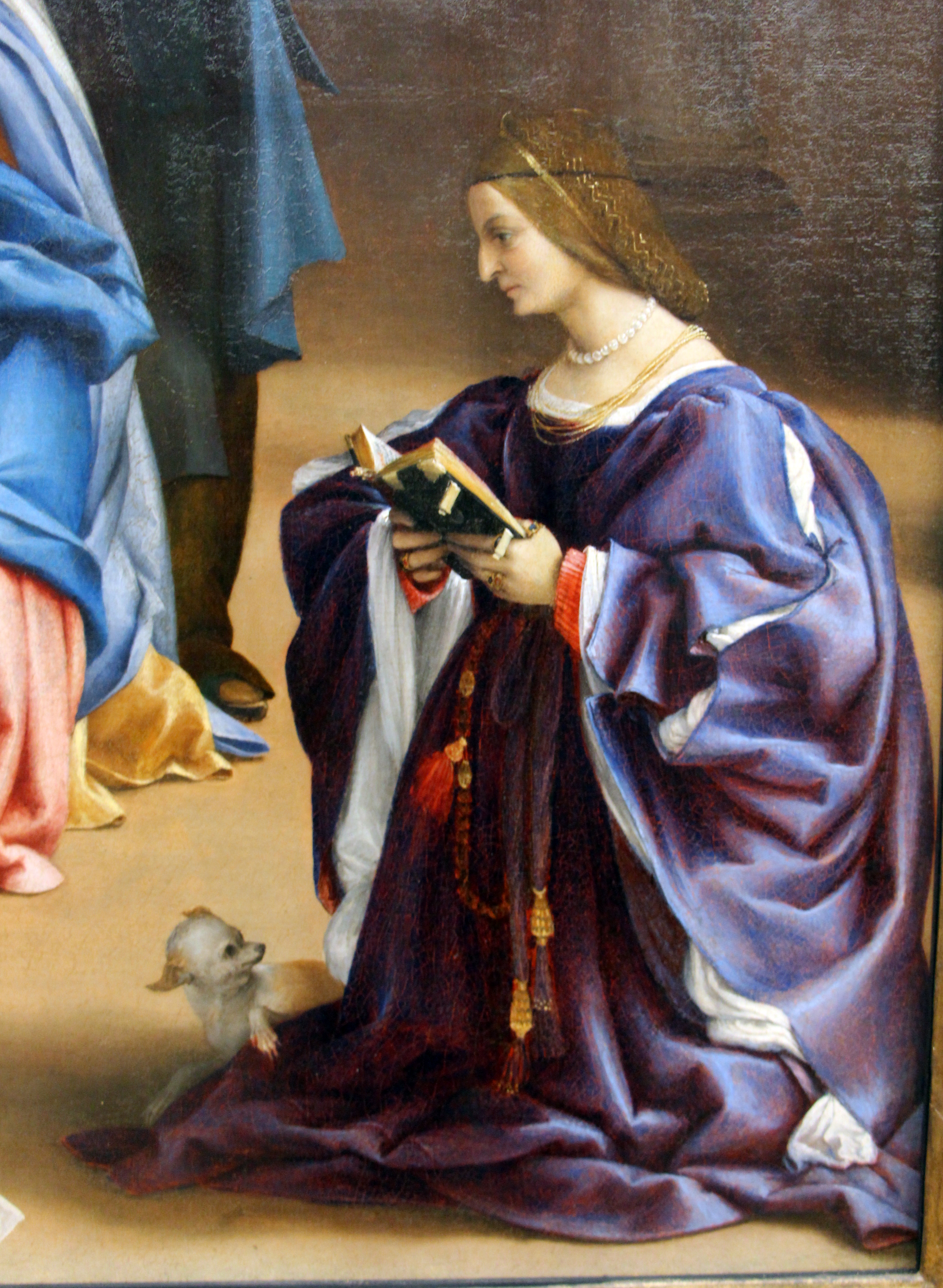
Particolare del Commiato di Cristo dalla Madre - Lorenzo Lotto-Beatrice Rota

La famiglia Tasso era una nobile famiglia bergamasca originaria di Cornello dei Tasso che aveva avuto un ruolo fondamentale nella diffusione del sistema postale in Europa, da Omodeo de Tassis, capostipite, la famiglia si divise in alcuni rami.
Dal ramo di Pietro Tasso nato a Bretto e spostatosi a Bergamo nel XV secolo nacque Alessandro che iniziò quel ramo detto dei Sandri, da questo ramo nacque Agostino che con il padre e il nipote Gabriele, gestiva a Roma il servizio postale dello Stato Pontificio dal 1460, e, sempre nella città capitolina un banco. 
Agostino morì a Roma nel marzo del 1510, il suo corpo venne trasportato fino a Bergamo dove venne sepolto nella chiesa di Santo Spirito, dove la famiglia aveva il diritto di sepoltura.

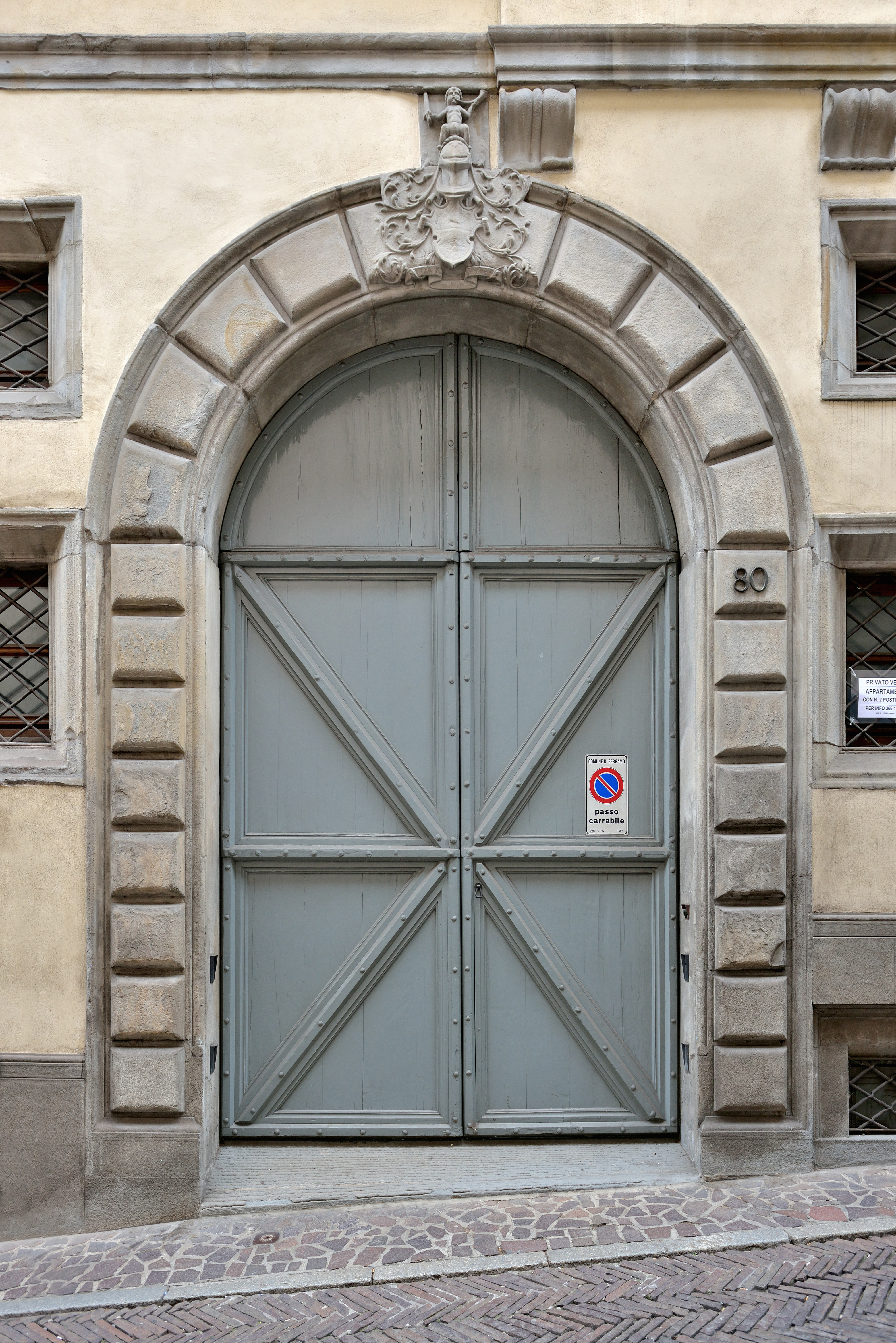
Ingresso palazzo Tasso

Domenico era figlio primogenito di Agostino e di Caterina Tasso, era nato nel 1467, risulta fosse già sposato all'età di vent'anni con Elisabetta Rota figlia di Ianuario e di Ursina dei Capitani di Mozzo; il fratello Luigi, nato l'anno successivo, intraprese la carriere ecclesiastica divenendo poi vescovo e il terzogenito Pietro Andrea sposò Orsola figlia di Angelo Alzano. Da questo si comprende come la famiglia fosse stimata e considerata tanto da unirsi alle giovani provenienti dalle famiglie più prestigiose del tempo.
Nel 1507 il padre Agostino aveva emancipato il figlio Domenico donandogli la metà dei propri beni, con un lascito per la fabbrica della santo Spirito che era stata edificata nel XIV secolo, e che era in fase di ristrutturazione, inoltre Domenico aveva ereditato la parte dello zio Giacomo che era morto senza lasciare eredi. Nel 1508, forse su richiesta testamentaria dello zio, Domenico commissionò a Ambrogio da Fossano il Polittico della Pentecoste per l'altare maggiore della medesima chiesa, che venne poi spostato nella seconda cappella a sinistra. 
Con la morte del padre nel 1510, Domenico e il fratello Pietro Andrea lasciarono l'attività della posta pontificia al cugino Gabriele gestendo solo l'attività di banco con il cugino Lorenzo figlio di Abramo Tasso, facendo ritorno a Bergamo. Forse fu proprio Domenico negli anni romani a venire in contatto con il pittore Lorenzo Lotto coinvolgendolo nella realizzazione del suo primo lavoro nella città orobica.
Il 19 novembre 1512 Domenico veniva nominato dal Papa Giulio II cavaliere apostolico per le attività svolte nella città capitolina, probabile riconoscimento e anche congedo da parte dell'amministrazione papale con il bergamasco. 
Gli anni in cui il Tasso rientrò a Bergamo furono per la città i più violenti, venendo occupata dalle forze francesi, egli abitava una casa in località Boccalone, decise di trasferirsi entro le mura cittadine occupando l'abitazione di Antonio Grassi Locatelli in via Masone e nel 1515 l'abitazione del cognato Gerolamo Rota in via Pignolo 73/a.
A Bergamo il Tasso intraprese molte attività pubbliche e commerciali, risulta che nel 1518 getisse il dazio del sale con Venezia. 
Nel 1517 Domenico acquistò le abitazioni di G. Pietro Petrobelli che si trovava in grave situazione economica, e di Zavanino e Bartolomeo Casotti costruendone un nuovo palazzo sotto la direzione di Francesco Carrara che contemporaneamente costruiva il Monastero di Astino.

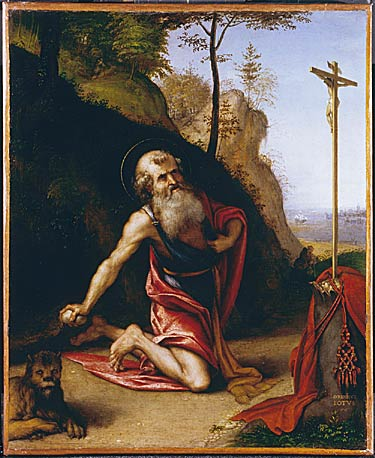
San Gerolamo-Lorenzo Lotto

Nel medesimo anno il banco di Roma fallì, forse per imconprensioni tra Pietro Andrea e Lorenzo. Pietro Andrea dovette promettere il rimborso dei crediti per ottenere un salvacondotto da Venezia e rifugiarsi nella città lagunare, contrariamente Lorenzo venne arrestato e incarcerato in Castel Sant'Angelo fino all'anno successivo. Domenico e Pietro Andrea dovettero provvedere a saldare i debiti pagando 13500 ducati d'oro alla camera apostolica e 8798 in nome di Lorenzo che tornò ad essere incarcerato a Bergamo fino al 1527 quando concesse ai due soci tutte le proprie proprietà, fu infatti consideravano colpevole del fallimento del banco per la sua mala gestione. 
Domenico abitò il nuovo Palazzo Tasso nel 1520, probabilmente nei giorni in cui nella villa di Redona fu assassinato il fratello Luigi vescovo di Parenzo, di Recanati e poi di Macerata. Commissionò per lui la lapide ora conservata nella sacrestia della chiesa di Santo Spirito ma che originariamente era posta sul presbiterio. Sul portale della nuova residenza aveva fatto incidere le iniziali D T e la scritta comese et eques.
Documentata nella residenza di Domenico il 24 maggio 1521 la presenza di Lorenzo Lotto che il medesimo anno realizzò Commiato di Cristo, dove viene rappresentata la moglie Elisabetta Rota inginocchiata a lato della tela, ora conservato a Berlino, risulta che il Tasso commissionò anche altre opere al pittore veneziano, San Gerolamo (Lotto) una Natività con Domenico Tassi conservato a Venezia e di recente aggiudicazione e restauro, dove sembra vi sia raffigurato il Tasso, il quadro di piccole misure sembra sia stato infatti realizzato per una abitazione privata, uno Sposalizio, opera non sempre rintracciabili. 
I coniugi Tasso non ebbero figli, alla sua morte Domenico lasciò in eredità tutti i suoi beni a Cristoforo e Gian Giacomo con l'usufrutto alla moglie che morì in tarda età. I beni passarono ai figli di Gian Giacomo, essendo già morto Cristoforo.